# 알리차 클라시크
알리차 아멜리아 클라시크(폴란드어: Alicja Amelia Klasik, 2004년 2월 14일~)는 폴란드의 펜싱 선수로 주 종목은 에페이다. 2024년 하계 올림픽에서 여자 에페 단체전 동메달을 획득했다.

## 수상

### 수훈
- 금빛 명예십자장(2024년)